# Kurganinsk
Kurganinsk (rusky Курганинск) je město v Krasnodarském kraji v Ruské federaci. Při sčítání lidu v roce 2010 měl bezmála osmačtyřicet tisíc obyvatel.

## Poloha a doprava
Kurganinsk leží v severním Předkavkazí na pravém břehu Laby, levého přítoku Kubáně. Laba zde přitom tvoří hranici s autonomní Adygejskou republikou. Od Krasnodaru, správního střediska kraje, je Kurganinsk vzdálen přibližně 130 kilometrů východně.
Přes město vede od roku 1910 železniční trať z Armaviru do Tuapse, od které se zde odpojuje místní trať přes Labinsk do Psebaje.

## Dějiny
Sídlo zde založili v roce 1853 Kubánští kozáci jako stanici pod jménem Kurgannaja (Курганная). Jméno bylo odvozeno od množství pahorkovitých mohyl zvaných kurganů, které se nacházely v okolí.
V roce 1961 došlo k povýšení na město a změně jména na Kurganinsk.